# Irlanda en los Juegos Olímpicos de Nagano 1998
Irlanda estuvo representada en los Juegos Olímpicos de Nagano 1998 por un total de 6 deportistas que compitieron en 2 deportes.  
El portador de la bandera en la ceremonia de apertura fue el deportista de bobsleigh Terry McHugh. El equipo olímpico irlandés no obtuvo ninguna medalla en estos Juegos.